# Jonas Arvid Winbom
Jonas Arvid Winbom, född den 27 september 1791 i Uppsala, död den 15 mars 1841 i Tierps socken, Uppsala län, var en svensk präst och universitetslärare. Han var son till Johan Winbom.
Winbom blev 1805 student vid Uppsala universitet, 1815 filosofie magister (primus) och docent i allmän historia, 1818 teologie kandidat och docent inom teologiska fakulteten, upprätthöll flera terminer föreläsningarna i exegetik och kyrkohistoria samt fick 1828 teologie professors namn, heder och värdighet. Från 1823 var han därjämte notarie hos domkapitlet. Tillsammans med Carl Georg Rogberg utgav Winbom Ecklesiastik tidskrift (1825–1831). År 1831 utnämndes han till kyrkoherde i Tierp. Winbom vilar på Uppsala gamla kyrkogård.